# 7059 Ван Доккум
(7059) 1990 SK3 (1990 SK3, 1980 PC, 1986 GX2, 1990 SF29, 1990 UR12) — астероїд головного поясу, відкритий 18 вересня 1990 року.
Тіссеранів параметр щодо Юпітера — 3,642.